# Пхунцок Вангьял Горанангпа
Пхунцок Вангьял Горанангпа (ཕུན་ཚོགས་དབང་རྒྱལ།;  25 октября 1922, Батанг — 30 марта 2014, Пекин) — тибетский революционер, основатель и руководитель Тибетской коммунистической партии, одна из ключевых фигур современных тибетско-китайских отношений. 
Боролся за модернизацию Тибета и ликвидацию феодальных отношений, с товарищами по академии Комиссии по вопросам Монголии и Тибета тайно основал тибетскую компартию в 1939 году. Присутствовал на переговорах по Соглашению из 17 пунктов по мирному освобождению Тибета в 1951 году, был переводчиком Далай-Ламы XIV на встречах того с Мао Цзэдуном в 1954—1955. Несмотря на то, что был убеждённым коммунистом, сыгравшим важную роль в интеграции Тибета в КНР, в 1958 году оказался репрессирован и отправлен сперва под домашний арест, а с 1960 за решётку. 18 лет провёл в одиночном заключении в китайской тюрьме. Хотя после освобождения в 1978 году был реабилитирован, однако покидать Пекин ему не разрешили. В письмах Ху Цзиньтао предлагал пригласить Далай-Ламу вернуться на родину.
Умер 30 марта 2014 года в пекинском госпитале.